# Corpo dei cadetti della Marina degli Stati Uniti

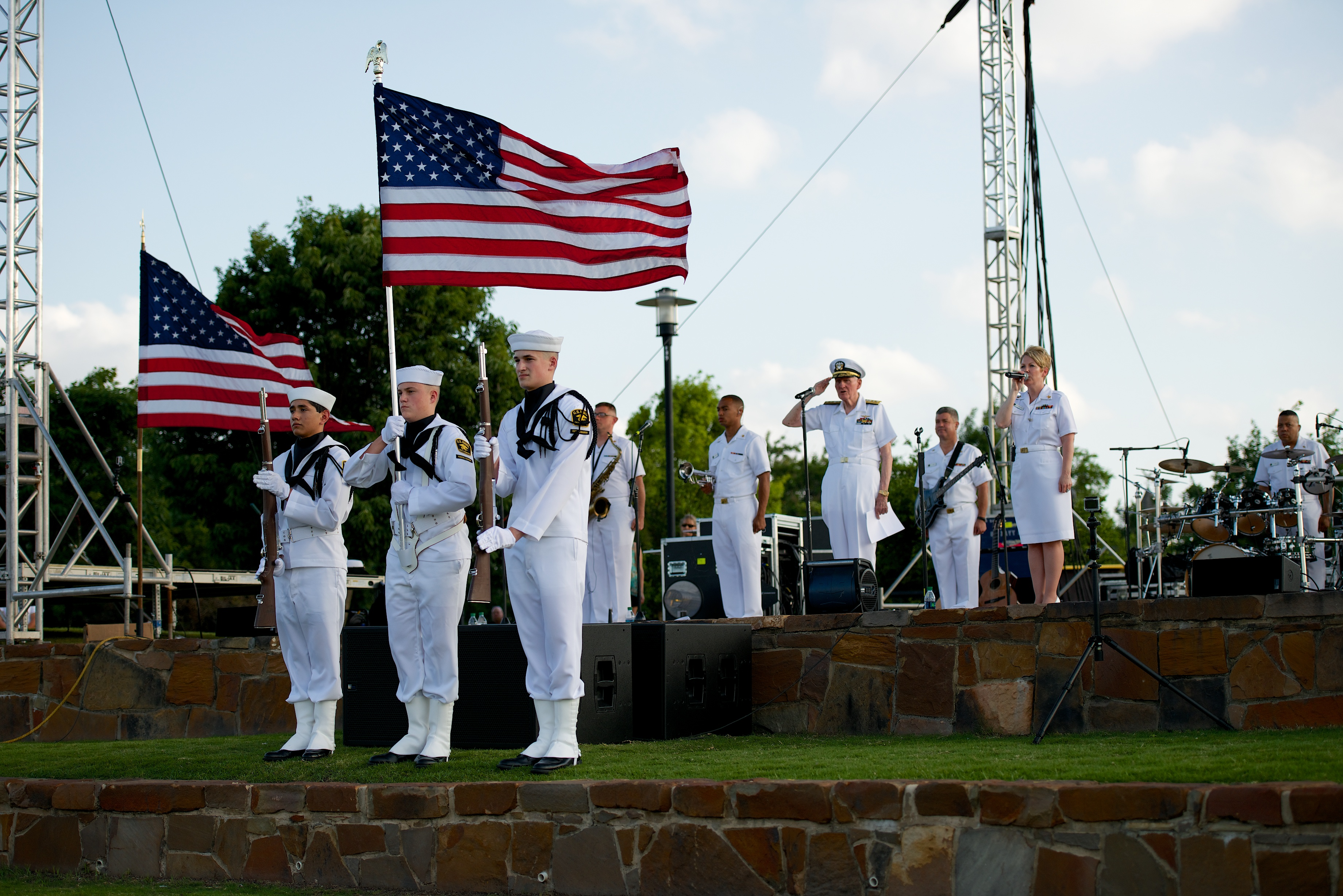
En hedersvakt från Naval Sea Cadetti Corpo Forrestal Squadron

Il Corpo dei cadetti della Marina degli Stati Uniti (USNSCC) è un’organizzazione giovanile statunitense senza fini di lucro, supportata dalla Marina degli Stati Uniti e dalla Stati Unti Marinia Leauge. L'USNSCC fu fondato nel 1958 dall'ammiraglio della Marina degli Stati Uniti Arleigh Burke, che notò lo sviluppo di programmi navali giovanili in Europa. Il corpo ha l'obiettivo di fornire addestramento navale e opportunità di crescita personale ai giovani. Nel 2025, l'USNSCC contava circa 5.600 cadetti e oltre 8.000 volontari. L'organizzazione fa parte di una rete internazionale di corpi cadetti navali che comprende più di 21 paesi.